# Wilton Gregory
Wilton Daniel Gregory (ur. 7 grudnia 1947 w Chicago) – amerykański duchowny rzymskokatolicki, konwertyta, doktor nauk teologicznych w zakresie liturgiki, biskup pomocniczy Chicago w latach 1983–1994, biskup diecezjalny Belleville w latach 1994–2005, przewodniczący Konferencji Episkopatu USA w latach 2001–2004, arcybiskup metropolita atlancki w latach 2005–2019, arcybiskup metropolita waszyngtoński i tym samym kanclerz na Katolickim Uniwersytecie Ameryki w latach 2019–2025, administrator apostolski sede vacante diecezji Saint Thomas w latach 2020–2021, kardynał prezbiter od 2020, od 2025 arcybiskup senior archidiecezji waszyngtońskiej.

## Życiorys
Urodził się 7 grudnia 1947 w Chicago. Jego rodzice rozwiedli się, gdy był jeszcze dzieckiem. W 1958 rozpoczął naukę w St. Carthage Grammar School w Chicago. Wtedy to postanowił, że zostanie księdzem, mimo iż formalnie nie był jeszcze katolikiem. Sakramenty chrztu, pierwszej komunii świętej oraz bierzmowania otrzymał w 1959. Kształcił się następnie w Seminarium Przygotowawczym im. arcybiskupa Quigleya w Chicago. Po ukończeniu Seminarium Duchownego St. Mary of the Lake w Mundelein, 9 maja 1973 został wyświęcony na prezbitera przez kardynała Johna Cody’ego, ówczesnego arcybiskupa metropolitę Chicago. W 1976 rozpoczął studia w Papieskim Instytucie Liturgicznym w Rzymie, które zakończył doktoratem z liturgii katolickiej w 1980. Po powrocie do archidiecezji Chicago służył jako wikariusz parafii Our Lady of Perpetual Help w Glenview, wykładowca Seminarium w Mundelein i ceremoniarz arcybiskupów Chicago: kardynałów Johna Cody’ego i Josepha Bernardina.
31 października 1983 papież Jan Paweł II mianował go biskupem pomocniczym archidiecezji Chicago ze stolicą tytularną Oliva. Święcenia biskupie otrzymał 13 grudnia 1983 w katedrze Najświętszego Imienia Jezus w Chicago. Głównym konsekratorem był kardynał Joseph Bernardin, arcybiskup metropolita Chicago, a współkonsekratorami biskupi pomocniczy Chicago Alfred Abramowicz i Nevin Hayes. Jako zawołanie biskupie przyjął słowa „We Are The Lord’s” (Należymy do Pana), zaczerpnięte z Listu do Rzymian 14,8.
29 grudnia 1993 papież Jan Paweł II mianował go biskupem diecezjalnym diecezji Belleville. Ingres odbył 10 lutego 1994. W latach 2001–2004 był przewodniczącym Amerykańskiej Konferencji Biskupów Katolickich, jako pierwszy Afroamerykanin piastujący to stanowisko. Podczas swej kadencji zasłużył się wydaniem „Karty Ochrony Dzieci i Młodzieży”, w odpowiedzi na przypadki nadużyć seksualnych ze strony duchownych. Za swe działania został wybrany człowiekiem tygodnia magazynu Time.
9 grudnia 2004 papież Jan Paweł II mianował go arcybiskupem metropolitą atlanckim. 17 stycznia 2005 odbył ingres, a 29 czerwca 2005 papież Benedykt XVI nałożył mu paliusz metropolitalny.
4 kwietnia 2019 papież Franciszek mianował go arcybiskupem metropolitą waszyngtońskim. Ingres do bazyliki Niepokalanego Poczęcia w Waszyngtonie odbył 21 maja 2019. 29 czerwca 2019 w bazylice św. Piotra na Watykanie odebrał od papieża Franciszka paliusz metropolitalny, który został mu uroczyście nałożony 14 lipca 2019 w katedrze św. Mateusza Apostoła w Waszyngtonie przez arcybiskupa Christophe’a Pierre’a, nuncjusza apostolskiego w Stanach Zjednoczonych.
18 września 2020 papież Franciszek mianował go administratorem apostolskim sede vacante diecezji Saint Thomas. Funkcję tę pełnił do sakry i ingresu nowego biskupa diecezjalnego Jerome Feudjio 17 kwietnia 2021.
25 października 2020 podczas modlitwy Anioł Pański papież Franciszek zapowiedział włączenie go do Kolegium Kardynałów, a 28 listopada 2020 w trakcie konsystorza w bazylice św. Piotra kreował go kardynałem prezbiterem, nadając mu jako kościół tytularny kościół Niepokalanego Poczęcia Maryi w Grottarossie. 27 września 2021 uroczyście objął swój kościół tytularny w Rzymie.
6 stycznia 2025 papież Franciszek przyjął jego rezygnację z urzędu arcybiskupa  metropolity waszyngtońskiego i jako jego następcę mianował kard. Roberta McElroya. Brał udział w konklawe 2025, które wybrało papieża Leona XIV.